# なんばCITY

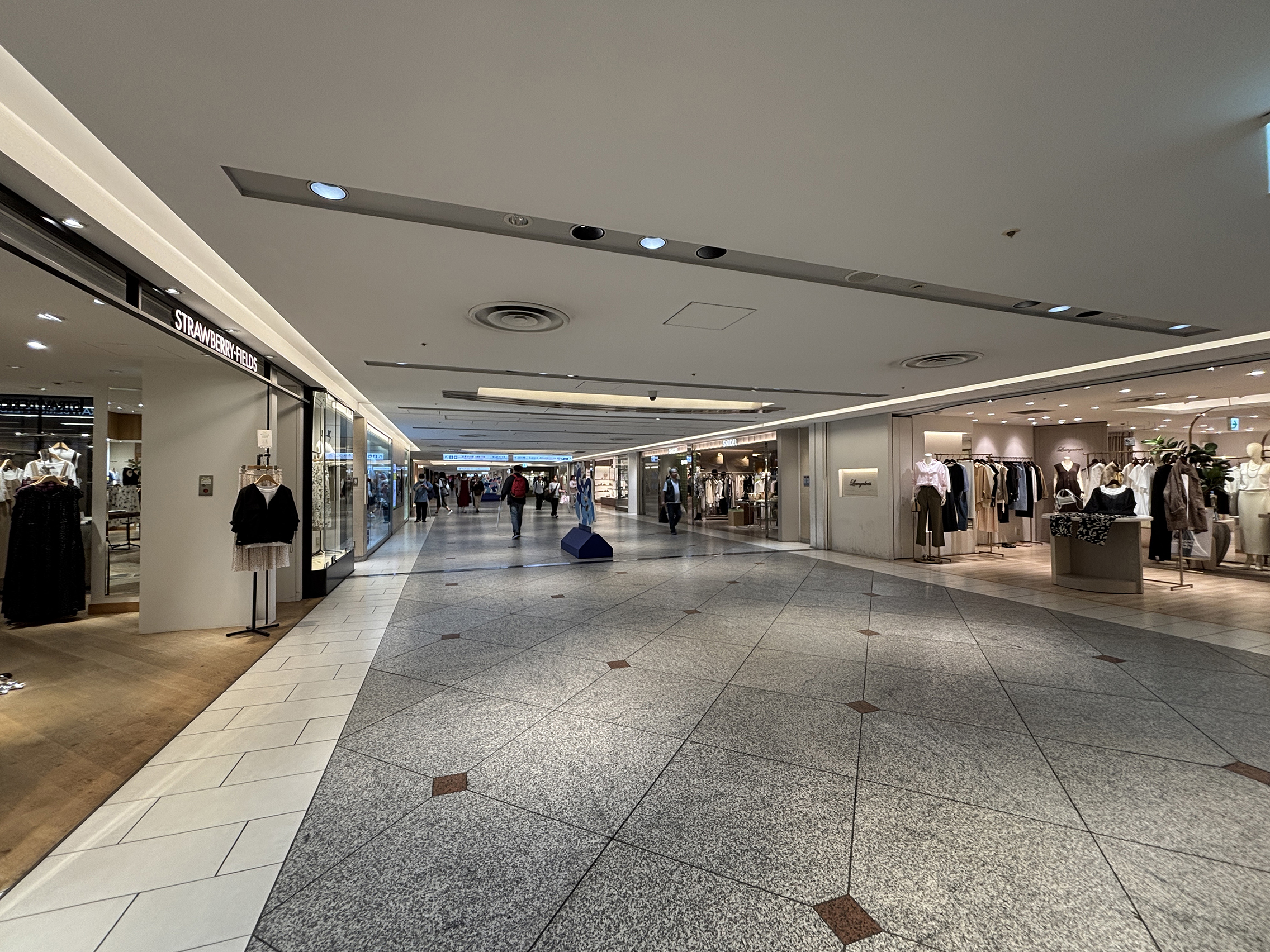
なんばCITY1階

なんばCITY（なんばシティ）は、大阪府大阪市中央区および浪速区に所在するショッピングセンターである。4店舗まで存在したCITYのうち、最初に誕生した店舗である。南海難波駅及びなんばパークスと直結している。
蔵前通りを挟んで本館（地上2階・地下2階）と南館（地上2階・地下1階）で主に構成され、地上3階にプラットホームがある難波駅の真下に展開している。2014年1月まで難波中2交差点北西角に「なんばCITY東ビル」があったが、南海会館ビル建替え工事に伴い解体された。
店舗数約290、店舗総面積約3万1500平方メートル。

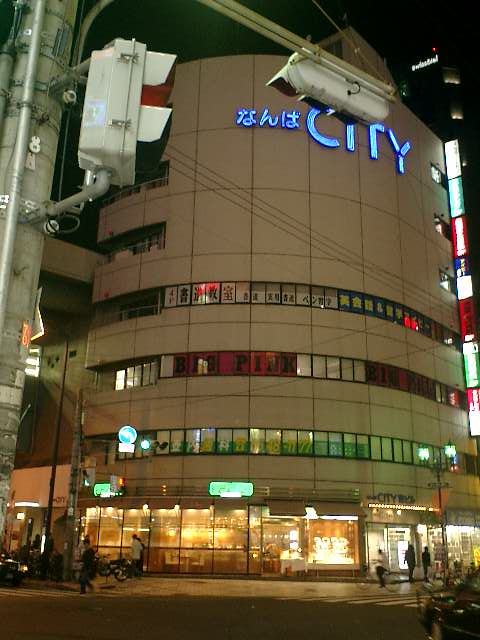
2014年に解体された東ビル

## 歴史
南海電鉄の沿線人口増加に対応するためになされていた南海難波駅の改造工事とともに開発された。1978年（昭和53年）11月に第1次開業。1980年（昭和55年）3月20日に全館開業。百貨店を傘下に持たない南海電鉄が初めて手がけた大型商業施設で、開業にあたっては西武流通グループ（後のセゾングループ）の全面的な支援を受けた。
2011年3月3日の髙島屋大阪店の全館グランドオープンにあわせて、なんばCITYのリニューアルが行われ、同年4月26日には南海難波駅のリニューアルとともに、なんばCITYのリニューアルが完成した。2015年以降も大規模なリニューアル工事が行われ、2016年3月に本館、4月に南館がリニューアルオープンした。

## なんばガレリア（旧ロケット広場）

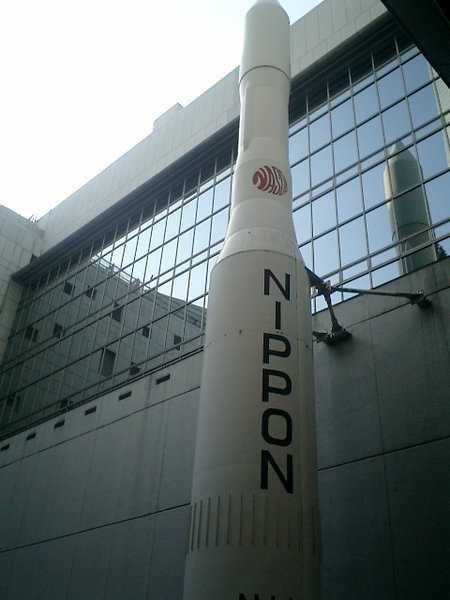
旧ロケット広場に飾られていたロケットの模型

地下1階の吹き抜けにあった「ロケット広場」は、広場にロケットという意外な組み合わせに加え、地下鉄や近鉄の難波駅にも気軽に行けるという利便性から、ミナミを代表する待ち合わせスポットの一つであった。
元は防災上の問題から、高島屋となんばCITYの間を1,000平方メートル空けるよう、国が指導したことによるもので、その空間に当時の宇宙ブームに乗ってロケットを設置した。
ロケットは、1977年（昭和52年）に日本初の静止衛星「きく2号」を打ち上げた「N-Iロケット」の1:1模型（約33m）で、地下1階から大空に向けてそそり立っていた。N-Iのメーカーである三菱重工業が製造し、1978年（昭和53年）に設置。長らくなんばCITYのシンボルとなっていた。
だが、2000年頃を境にポケットベルや携帯電話の普及などで待ち合わせの利用者が徐々に減少。なんばCITYのテナントからも「ロケットは役割を終えた」との声が出始めた。それらの点を踏まえ南海電鉄は2007年5月、ターミナルビル改装工事に際し、ロケットを撤去し、跡地に「ウェルカムロビー（仮称）」を設置することを発表した。南海電鉄はロケットの引き取り先を探していたが、引き取り手がなく、ロケットの撤去は同年8月10日より準備開始し、8月23日に完了した。
2009年10月7日、南海グループがこの広場を「なんばガレリア」と命名し、広場の定義を室内吹き抜け空間全体に拡張すると発表した。そして10月16日に「なんばガレリア」が、なんばCITYリニューアル1期完了と同時にオープンした。

## 所在地
〒542－0076
大阪府大阪市中央区難波五丁目1-60

## アクセス
南海電車
南海本線・高野線 難波駅 - 直結
Osaka Metro
御堂筋線 難波駅 - 徒歩3分
千日前線 難波駅 - 徒歩5分
四つ橋線 難波駅 - 徒歩6分
近鉄電車・阪神電車
近鉄難波線（奈良線）・阪神なんば線 大阪難波駅 - 徒歩6分
JR西日本
関西本線（大和路線） JR難波駅 - 徒歩10分

## 隣接する施設
- 髙島屋大阪店
- なんばスカイオ
- なんばウォーク
- NAMBAなんなん
- 東宝南街ビル
- TOHOシネマズなんば
- なんばパークス
- ヤマダデンキLABI1 なんば
- スイスホテル南海大阪
- なんば高速バスターミナル
- エスカールなんば

## 系列の施設
- CITY
  - いずみおおつCITY - 泉大津駅東口 （大阪府泉大津市旭町）